# Buse Pehlivan
Buse Pehlivan, panieńskie Ünal (ur. 29 lipca 1997) – turecka siatkarka, grająca na pozycji rozgrywającej. 
29 czerwca 2025 roku poślubiła tureckiego piłkarza ręcznego Ömüra Pehlivana.

## Sukcesy klubowe
Klubowe Mistrzostwa Świata:
- 2021

Mistrzostwo Turcji:
- 2023[4], 2024[5]
- 2022[6]

Superpuchar Turcji:
- 2022[7]

Puchar Turcji:
- 2024[8]

## Sukcesy reprezentacyjne
Igrzyska Śródziemnomorskie:
- 2018[9]

Mistrzostwa Europy:
- 2021